# Nirinoides
Nirinoides is een geslacht van kevers uit de familie bladkevers (Chrysomelidae).
De wetenschappelijke naam van het geslacht werd in 1903 gepubliceerd door Martin Jacoby.

## Soorten
- Nirinoides abdominalis Jacoby, 1903
- Nirinoides abyssinica (Jacoby, 1886)
- Nirinoides congoana Weise, 1915
- Nirinoides staudiugeri Jacoby, 1903